# Павлов, Иван Михайлович
Иван Михайлович Павлов (18 июня 1918, Явкино, Херсонская губерния — 30 мая 1981, Умань, Черкасская область) — участник Великой Отечественной войны, командир звена 210-го штурмового авиационного полка 136-й штурмовой авиационной дивизии, 9-го смешанного авиационного корпуса, 17-й воздушной армии, 3-го Украинского фронта, лейтенант. Герой Советского Союза.

## Биография
Родился 18 июня 1918 года в селе Явкино (ныне Баштанского района Николаевской области Украины) в семье крестьянина. Белорус.
Окончил школу № 22 в Одессе. Работал электрослесарем на коксохимическом заводе в городе Орджоникидзе.
В Красной Армии с 1940 года. В 1941 году окончил Ворошиловградскую военно-авиационную школу пилотов, а в 1942 году — Краснодарское военно-авиационное училище.
Участник Великой Отечественной войны с мая 1943 года. Член ВКП(б) с 1944 года. Командир звена 210-го штурмового авиационного полка лейтенант Иван Павлов к сентябрю 1944 года совершил 110 боевых вылетов на бомбардировку и штурмовку живой силы и техники противника, нанеся врагу значительный урон.
После войны Павлов продолжал службу в ВВС СССР. В 1945 году окончил Высшие лётно-тактические курсы усовершенствования офицерского состава. С 1960 года майор И. М. Павлов — в запасе.
Жил в городе Умань Черкасской области.
5 апреля 1971 года за выдающиеся трудовые достижения в выполнении заданий восьмого пятилетнего плана развития народного хозяйства СССР 44 наиболее отличившихся рабочих города Умань были награждены орденами и медалями. Одним из них был слесарь Уманского опытного завода сельскохозяйственного машиностроения «Уманьсельмаш» И. М. Павлов, награждённый орденом Октябрьской революции.
Умер 30 мая 1981 года.

## Награды
- Указом Президиума Верховного Совета СССР от 23 февраля 1945 года за образцовое выполнение боевых заданий командования на фронте борьбы с немецко-фашистскими захватчиками и проявленные при этом мужество и героизм лейтенанту Ивану Михайловичу Павлову присвоено звание Героя Советского Союза с вручением ордена Ленина и медали «Золотая Звезда» (№ 4894).
- Награждён орденом Октябрьской Революции, двумя орденами Красного Знамени, орденом Отечественной войны 1-й степени, двумя орденами Красной Звезды, иностранным орденом и медалями.
- Почётный гражданин города Умани.

## Память
- В городе Енакиево Донецкой области на аллее Героев установлена памятная стела И. М. Павлова.
- В городе Батайск есть школа имени Павлова.